# Fritz Kurth
Fritz Kurth (voller Name Carl Friedrich Kurth; * 5. April 1889 in Sebnitz; † 22. Mai 1971 in Bautzen) war ein deutscher Maler und Grafiker in der Lausitz.

## Leben und Werk
Fritz Kurth studierte bei Richard Müller, Oskar Zwintscher, Gotthardt Kuehl und Otto Gussmann an der Dresdner Akademie für Bildende Künste und bei Franz von Stuck an der Akademie der Bildenden Künste München. Danach lebte und arbeitete er als freischaffender Maler und Grafiker in Bautzen, wo er in der Seminarstraße 6 wohnte. Er war 1919 Mitbegründer der „Freien Künstlervereinigung Bautzen“, der u. a. Georg Karl Heinicke (1888–1961), Berthold Hunger und Georg Neugebauer (1889–1974) angehörten. Kurth nahm als Soldat am Ersten Weltkrieg teil. Nachdem er von 1929 bis 1942 in den USA gelebt hatte, arbeitete Kurth wieder als freischaffender Maler und Grafiker in Bautzen. 1937 wurde im Rahmen der deutschlandweiten konzertierten Aktion „Entartete Kunst“ sein Ölgemälde „Christus“ aus dem Stadtmuseum Bautzen beschlagnahmt.
Nach der Teilnahme am Zweiten Weltkrieg und der Kriegsgefangenschaft arbeitete Kurth wieder in Bautzen und wurde er Mitglied des Verbands Bildender Künstler der DDR.

## Bildliche Darstellung Kurths
- Kurt Heine: Fritz Kurth vor der Staffelei (Fotografie, um 1964)[4]

## Werke (Auswahl)
- Kesselschmiede (Tafelbild, Öl; ausgestellt 1948 auf der  2. Jahresausstellung Lausitzer Bildender Künstler)
- Lokführer (Tuschzeichnung; ausgestellt 1949 in der Ausstellung „Mensch und Arbeit“)
- Lenin spricht (Tafelbild, Öl, 1952; ausgestellt 1953 auf der Dritten Deutschen Kunstausstellung)[5]
- Porträt des stellvertretenden Ministerpräsidenten Walter Ulbricht (Tafelbild, Öl, 1953; ausgestellt 1953 auf der Dritten Deutschen Kunstausstellung)[6]
- Pionier (Tafelbild, Öl; im Bestand des Sächsischen Kunstfonds)[7]

## Ausstellungen
- 1916: Dresden, Galerie Ernst Arnold („Zweite Ausstellung Dresdner Künstler die im Heeresdienst stehen“)
- 1922: Bautzen, „Lausitzer Kunstschau“ im Stadtmuseum
- 1949: Berlin, „Mensch und Arbeit“
- 1948: Bautzen, 2. Jahresausstellung Lausitzer Bildender Künstler
- 1949: Görlitz, 3. Jahresausstellung Lausitzer Bildender Künstler[8]
- 1953: Dresden, Dritte Deutsche Kunstausstellung